# سدفچه
سدفچه (به بلغاری: Sedefche) یک منطقهٔ مسکونی در بلغارستان است که در شهرستان مومچیلگراد واقع شده‌است.